# 红背红尾鸲
红背红尾鸲（学名：Phoenicurus erythronotus）为鶲科红尾鸲属的鸟类。分布于巴基斯坦、印度、尼泊尔、阿富汗、伊朗、伊拉克以及中国大陆的新疆等地，一般生活于常栖息在山地的石头上、多石的灌丛地段、荆棘的灌丛间或山地针叶林带以及偶见于平原地带的树林中。该物种的模式产地在阿尔泰山脉。